# هارفي فريمان
هارفي فريمان (بالإنجليزية: Harvey Freeman)‏ هو لاعب كرة قاعدة أمريكي، ولد في 1897، وتوفي في 1970.

## وصلات خارجية
- هارفي فريمان على موقعبيزبول رفرنس.كوم (الدوري الرئيسي) (الإنجليزية)
- هارفي فريمان على موقعبيزبول رفرنس.كوم (الدوري الثانوي) (الإنجليزية)